# Alpha Chamaeleontis
Alpha Chamaeleontis (4 Chamaeleontis) é uma estrela na direção da Chamaeleon. Possui uma ascensão reta de 08h 18m 31.27s e uma declinação de −76° 55′ 11.9″. Sua magnitude aparente é igual a 4.05. Considerando sua distância de 63 anos-luz em relação à Terra, sua magnitude absoluta é igual a 2.60. Pertence à classe espectral F5III.